# Sylvester Weaver
Pour les articles homonymes, voir Weaver.
Sylvester Weaver (25 juillet 1896 ou 1897 - 4 avril 1960) est un guitariste de blues américain et un pionnier du country blues,. Il est surtout connu pour être le premier musicien de blues rural à être enregistré à la guitare slide, le 2 novembre 1923 à New York, avec les titres Guitar Rag et Guitar Blues.

## Biographie
Sylvester est le fils de Walter et Mattie (née Embers ou Embry) Weaver. Le certificat de décès de Walter Weaver de 1952 dans le Kentucky indique qu'il est né à Port Gibson, dans Mississippi. L'économie de cette région fortement agricole est basée sur la main-d'œuvre afro-américaine pour produire une récolte de coton rentable. Port Gibson joue un rôle dans la préservation et la diffusion du Delta blues. Cette tradition est probablement la base sur laquelle Sylvester Weaver construit son style de jeu unique.
Weaver se marie avec Anna Myers et s'engage brièvement dans l'armée pendant la Première Guerre mondiale. Après 1918, il joue de la guitare dans les bars, seul ou au sein d'un jug band. Il effectue ses premiers enregistrements, Longing for Daddy Blues et I've Got to Go and Leave My Daddy Behind, avec la chanteuse de blues Sara Martin le 23 octobre 1923 à New York. C'est la première fois qu'une chanteuse de blues est accompagnée uniquement avec une guitare acoustique. Deux semaines plus tard, en tant que soliste, il enregistre Guitar Blues et Guitar Rag, les premiers morceaux instrumentaux de blues interprétés à la guitare. Les deux enregistrements sont publiés par Okeh Records. Ce sont les premiers morceaux de country blues enregistrés et les premiers enregistrements connus d'une guitare jouée avec un bottleneck. Guitar Rag (joué sur une guitare Guitjo) est devenu un classique du blues. Une reprise enregistrée par Bob Wills and the Texas Playboys dans les années 1930 sous le titre de Steel Guitar Rag, avec Leon McAuliffe à la guitare slide, est également devenue un standard de la musique country.
Les annuaires de la ville de Louisville publiés entre 1916 et 1930 indiquent que Weaver, comme ses parents, vit la majeure partie de sa vie dans le quartier de Smoketown à Louisville et qu'il complète sa carrière musicale en occupant divers emplois de col bleu tels que porteur (1916–1920), emballeur (1925), concierge (1928) et chauffeur (1930). En 1949, lui et sa femme, Dorothy, déménagent dans un meilleur quartier, près de Cherokee Park, où ils vivent dans un appartement au sous-sol, probablement un logement modeste.
Weaver enregistre environ 50 autres chansons jusqu'en 1927, souvent accompagné de Sara Martin. Il fait la découverte de la jeune chanteuse Helen Humes qu'il accompagne sur ses premiers enregistrements. Weaver tourne dans le Sud, se produisant dans les théâtres du circuit TOBA. Sur ses derniers enregistrements de 1927, il est accompagné d'un autre guitariste, Walter Beasley. Weaver, surnommé « l'homme à la guitare parlante », joue souvent de sa guitare slide, utilisant un couteau comme bottleneck. Ces enregistrements ont du succès mais, en 1927, il prend sa retraite et retourne à Louisville, où il vit jusqu'à sa mort, le 4 avril 1960, d'un carcinome de la langue (acte de décès). Bien qu'un regain d'intérêt pour les enregistrements de nombreux artistes de country blues se produise à partir des années 1950, Weaver meurt pratiquement oublié.
Une collection complète de ses enregistrements est publiée sur deux CD en 1992. La même année, sa sépulture, jusqu'alors non marquée, reçoit une pierre tombale financée par la Kentuckiana Blues Society, basée à Louisville. Depuis 1989, cette société délivre chaque année son « Sylvester Weaver Award » pour honorer ceux qui ont rendu des services exceptionnels au blues.
Lonnie Johnson, ayant vu Sara Martin et Sylvester Weaver sur scène en 1925, se dit très impressionné par le jeu de guitare de celui-ci.

## Albums de compilation
- Complete Recorded Works Vol. 1 (1923-1927), 1992, Document Records
- Complete Recorded Works Vol. 2 (1927), 1992, Document Records